# Cortinarius trivialis
Cortinarius trivialis (del llatí cortina: cortina, trivialis: vulgar, comú) és una espècie de fong agarical de la família de les cortinariàcies (Cortinariaceae).
És un bolet no comestible, que es pot confondre amb la llenega negra, malgrat que es pot diferenciar fàcilment pel color de les seves làmines, que són de color gris blau o lila pàl·lid als exemplars joves, i de color canyella als exemplars més vells, en comptes de blanques, com a la llenega negra. També es distingeix per les làmines, que en aquest bolet són adnades o un xic decurrents, quan a les llenegues negres són clarament decurrents.